# Ásmundur Einar Daðason
Ásmundur Einar Daðason, né le 29 octobre 1982, est un homme politique islandais.

## Biographie
Il est membre de l'Althing pour la circonscription du Nord - Ouest de 2009 à 2016 - d'abord pour le Mouvement Gauche-Verte (VG), plus tard pour le Parti progressiste centriste. Il revient à l'Althing en 2017. Il est également à la tête de l'organisation Heimssýn, qui regroupe les opposants de l'Islande à l'UE.
Le 30 novembre 2017, il devient ministre des Affaires sociales et de l'Égalité. Le 31 décembre 2018, il change de titre ministériel pour mieux montrer l'importance accordée aux droits des enfants dans son ministère et devient ministre des Affaires sociales et de l'Enfance, le premier ministre des enfants d'Islande.
Le 28 novembre 2021, il est nommé ministre de l'Éducation et de l'Enfance au sein du second gouvernement de Katrín Jakobsdóttir.